# Лозанівка
Ло́занівка — село в Україні, у Приморській міській громаді Бердянського району Запорізької області. Населення становить 484 осіб.

## Географія
Село Лозанівка знаходиться на правому березі річки Обитічна, за 12 км від адміністративного центру громади та за 25 км від залізничної станції Трояни. Вище за течією примикає село Партизани, нижче за течією примикає село Борисівка.

## Історія
Селище засноване у 1862 році на місці ногайського поселення (аулу Конурбаш) переселенцями з міста Тульчин.
12 червня 2020 року, відповідно до розпорядження Кабінету Міністрів України № 713-р «Про визначення адміністративних центрів та затвердження територій територіальних громад Запорізької області», увійшло до складу Приморської міської громади.
19 липня 2020 року, в результаті адміністративно-територіальної реформи та ліквідації  Приморського району увійшло до складу Бердянського району.
Село тимчасово окуповане російськими військами 24 лютого 2022 року.

## Економіка
- Молочно-товарна ферма.